# Coudray-Rabut
Coudray-Rabut är en kommun i departementet Calvados i regionen Normandie i norra Frankrike. Kommunen ligger i kantonen Pont-l'Évêque som ligger i arrondissementet Lisieux. År 2015 hade Coudray-Rabut 321 invånare.

## Befolkningsutveckling
Antalet invånare i kommunen Coudray-Rabut
Referens: INSEE